# Hitoni
Hitoni ili mnogoljušturaši (lat. Polyplacophora, ranije Amphineura) su razred morskih mekušaca plosnatog i jajolikog oblika. Leđna strana prekrivena je ljuskom od osam pločica u nizu. Žive do dubine od 4200 metara i hrane se algama
Red Neoloricata (hitoni)
Podred Acanthochitonina
Porodica Acanthochitonidae
Porodica Cryptoplacidae
Podred Choriplacina
Porodica Choriplacidae
Podred Ischnochitonina
Porodica Chitonidae
Porodica Ischnochitonidae
Porodica Mopaliidae
Porodica Schizochitonidae
Podred Lepidopleurina
Porodica Hanleyidae
Porodica Leptochitonidae